# Nacré de la bistorte
Boloria eunomia
Espèce
Le Nacré de la bistorte (Boloria eunomia) est une espèce d'insectes lépidoptères (papillons) de la famille des Nymphalidae et de la sous-famille des Heliconiinae.

## Description

### Imago
C'est un papillon de taille moyenne de couleur orangé, ornementé de lignes formant des festons marginaux, d'une ligne de points ronds et de traits, tous de couleur marron foncé.
Le revers des antérieures est orange clair avec la même ornementation, celui des postérieures est orné de lignes de taches blanches  et d'une ligne de petits ocelles blancs ou jaunes cernés de noir.

### Chenille
Les œufs sont pondus au revers des feuilles de la plante-hôte.
La chenille de couleur grise à points blancs dans la partie dorsale possède des épines blanches ou roses.

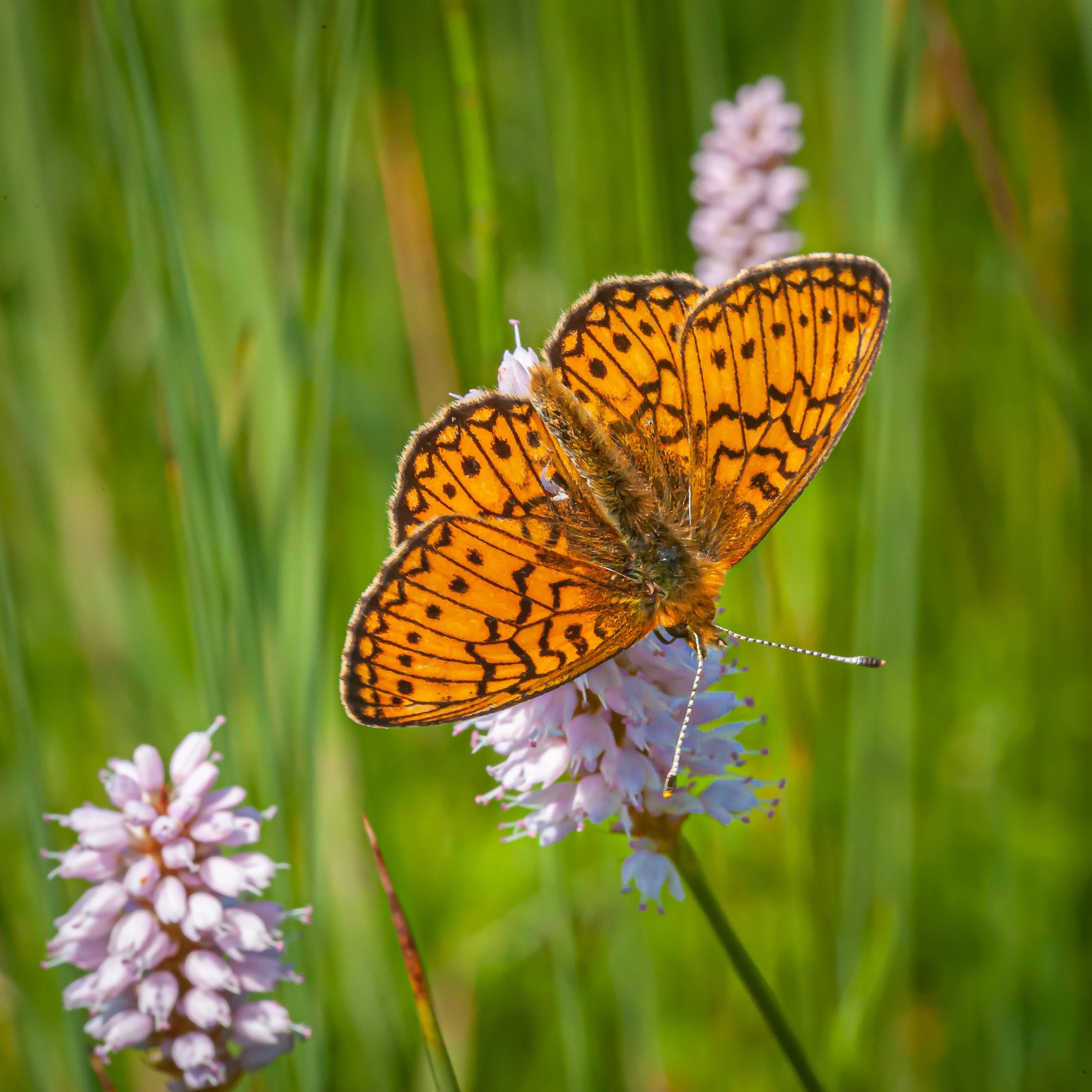
Dessus de l'imago
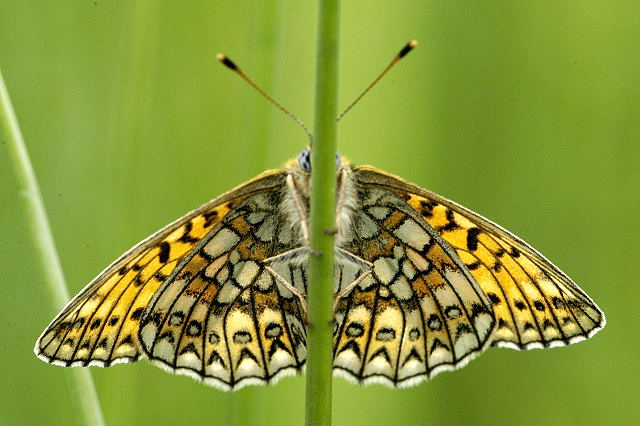
Revers de l'imago
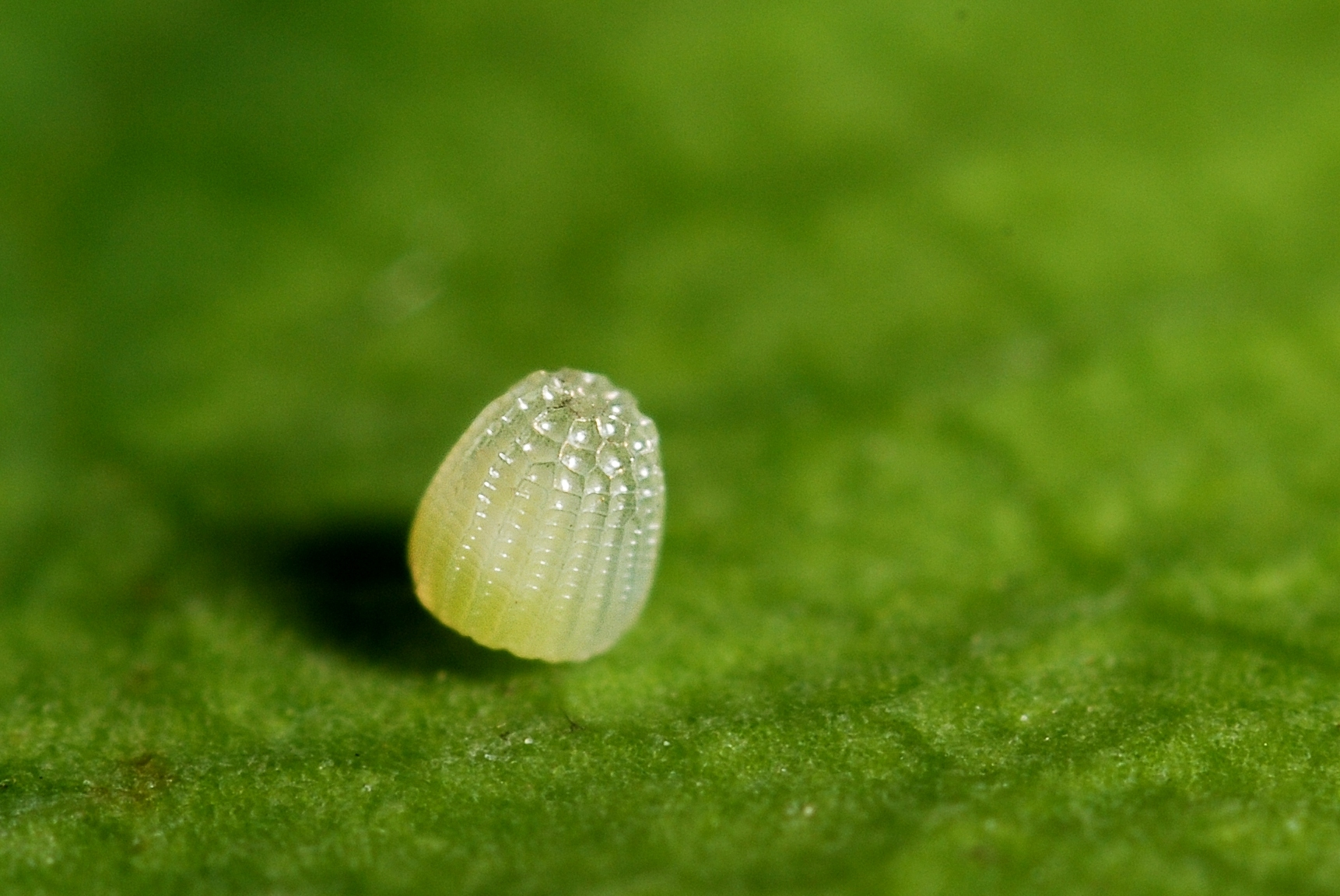
Œuf
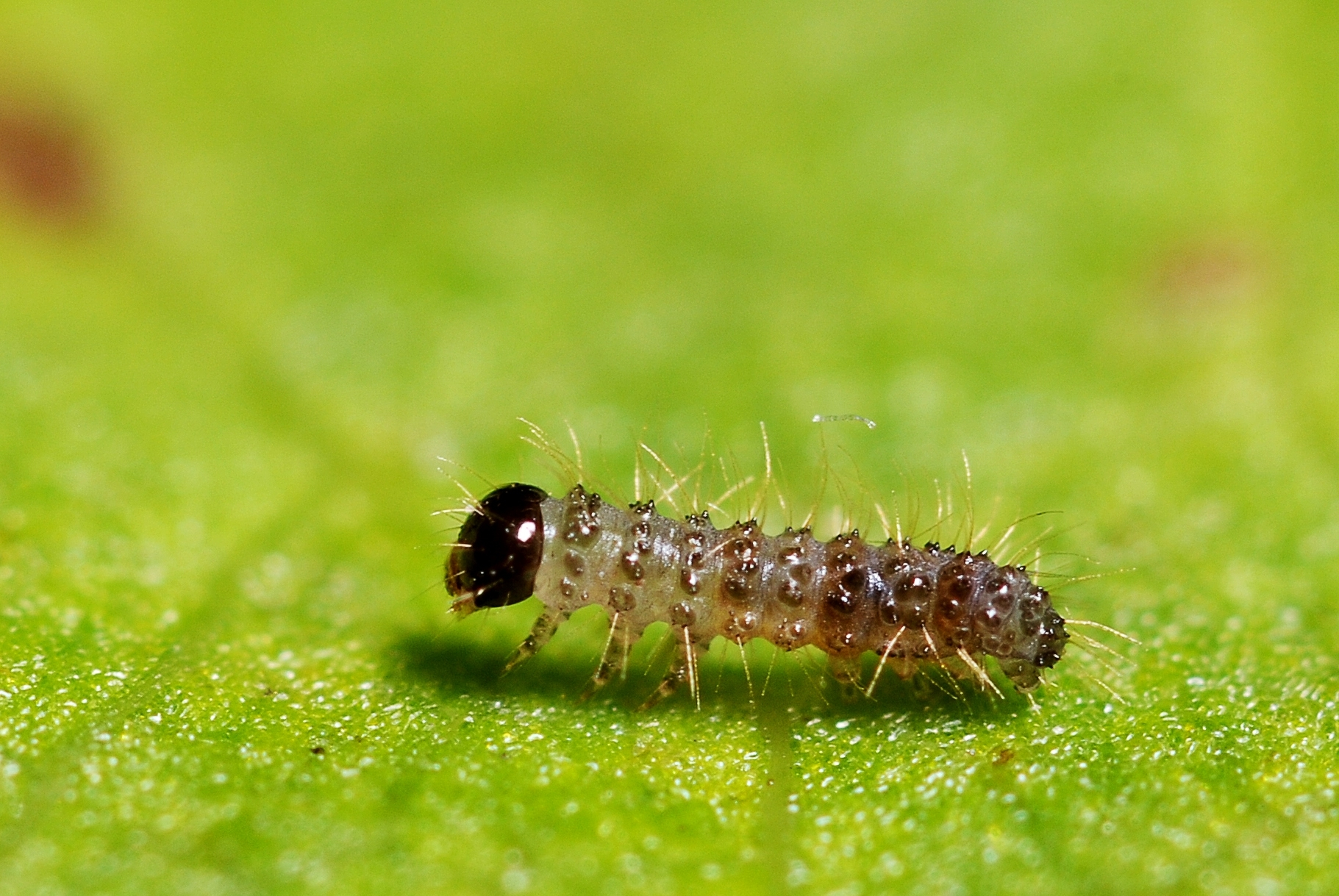
Chenille au 1er stade
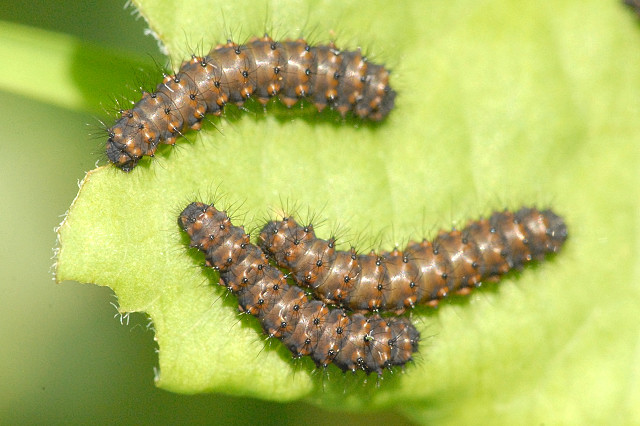
Chenilles

## Biologie

### Période de vol et hivernation
Le Nacré de la bistorte vole en une génération entre fin mai et début juillet.
Il hiverne au stade de jeune chenille.

### Plantes-hôtes
Ses plantes-hôtes sont la renouée bistorte (Bistorta officinalis), la violette des marais (Viola palustris), et au Canada la renouée vivipare (Bistorta vivipara), la canneberge (Vaccinium oxycoccos) et Gaultheria hispidula,,.

## Écologie et distribution
Circumpolaire, il est présent dans le nord de l'Europe en Suède, Norvège, Pologne, États baltes, dans toute l'Asie (sauf la partie la plus au sud, jusqu’au Japon et en Amérique du Nord (sous forme de quelques isolats au Canada et dans le Nord des États-Unis). En Suède, Norvège, et dans les États baltes c'est Boloria eunomia ossiana qui est présente.
C'est une espèce qui peut être sensible à la fragmentation écologique de ses territoires. En Belgique et en France métropolitaine, il ne semble actuellement présent qu'en petits isolats dans les Pyrénées (Pyrénées-Orientales, Aude et Ariège), en Bourgogne (Nièvre et Saône-et-Loire) et dans les Ardennes,.

### Biotope
L'espèce se rencontre sur les prairies humides, les tourbières, près des cours d'eau et des lacs.

## Noms vernaculaires
- en français : le Nacré de la bistorte (en Europe), le Boloria des tourbières (en Amérique du Nord)[1]
- en anglais : bog fritillary, ocellate bog fritillary
- en allemand : Randring-Perlmutterfalter

## Systématique
L'espèce Boloria eunomia a été décrite par le naturaliste allemand Eugen Johann Christoph Esper en 1800, sous le protonyme Papilio eunomia.
La localité type est Königsberg.
Deux noms scientifiques sont en concurrence pour désigner l'espèce : 
- Boloria eunomia, pour les auteurs (actuellement majoritaires) qui privilégient une définition élargie du genre Boloria. On peut alors écrire « Boloria (Proclossiana) eunomia » pour signaler l'appartenance de l'espèce au sous-genre Proclossiana.
- Proclossiana eunomia, pour les auteurs qui traitent Proclossiana comme un genre distinct de Boloria. P. eunomia en est alors l'unique espèce.

### Synonymes
- Papilio eunomia Esper, 1800 – protonyme
- Proclossiana eunomia (Esper, 1800)
- Papilio aphirape Hübner, 1800[8]

### Sous-espèces
De nombreuses sous-espèces ont été décrites :
- Boloria (Proclossiana) eunomia eunomia — en Europe et en Sibérie
- Boloria (Proclossiana) eunomia acidalia (Boeber, 1809) — dans le Sud de la Sibérie
- Boloria (Proclossiana) eunomia caelestis (Hemming, 1933) — dans le Colorado
- Boloria (Proclossiana) eunomia dawsoni (Barnes & McDunnough, 1916) — dans le Maine et le Manitoba
- Boloria (Proclossiana) eunomia denali (Klots, 1940) — en Alaska
- Boloria (Proclossiana) eunomia laddi (Klots, 1940) — dans le Wyoming
- Boloria (Proclossiana) eunomia nichollae (Barnes & Benjamin, 1926)
- Boloria (Proclossiana) eunomia riamina Korshunov, 1997 — à Novossibirsk
- Boloria (Proclossiana) eunomia ossiana (Herbst, 1800) — circumpolaire
- Boloria (Proclossiana) eunomia triclaris (Hübner, [1821]) — en Alaska et en Alberta

## Le Nacré de la bistorte et l'Homme

### Protection
En France, le Nacré de la Bistorte est protégé et inscrit sur la liste rouge des insectes de France métropolitaine de 1994 et à l'article 3 de l'arrêté du 23 avril 2007,.
Il est totalement protégé en Région wallonne (Belgique).